# Rue de Courcelles
Pour l’article homonyme, voir Rue de Courcelles (Reims).
La rue de Courcelles est une voie des 8e et 17e arrondissements de Paris.

## Situation et accès
Longue de 2 325 mètres, elle commence rue La Boétie et se termine rue du Président-Wilson à Levallois-Perret.

## Origine du nom
Cette voie doit son nom au fait qu'elle était la route qui conduisait directement au hameau de Courcelles.

## Historique
La voie se compose de la réunion de plusieurs chemins dont certains sont très anciens :
- de la rue La Boétie à la rue de Monceau, c'était au début du XVe siècle le « chemin de Villiers », du nom de Villiers-la-Garenne, domaine rural (villa) appartenant à l'abbaye de Saint-Denis, auquel il conduisait et qui devint par la suite la commune de Neuilly-sur-Seine. Au début du XVIIIe siècle, cette section était devenue la « rue de Villiers ». Elle prit en 1769 le nom du hameau de Courcelles, dépendant de la paroisse de Clichy, et qui fut absorbé par la commune de Levallois-Perret en 1866[1],[2] ;
- entre la rue de Monceau et la barrière de Monceau (actuel boulevard de Courcelles) : le chemin de Courcelles est élargi en 1778 par le Louis-Philippe d'Orléans qui aménage le parc Monceau ; la rue est rebaptisée « rue de Chartres-du-Roule », en l'honneur du fils ainé de Philippe d'Orléans, duc de Chartres ; le suffixe du Roule, évoquant le faubourg du Roule, a été rajouté pour éviter la confusion avec la rue de Chartres-Saint-Honoré ; en 1798, cette section est renommée « rue de Mantoue », en l'honneur du siège de Mantoue mené avec succès par les troupes de Napoléon Bonaparte en 1797 ; elle reprend son nom précédent en 1814[3], avant d'être réunie à la rue de Courcelles en 1854 ;

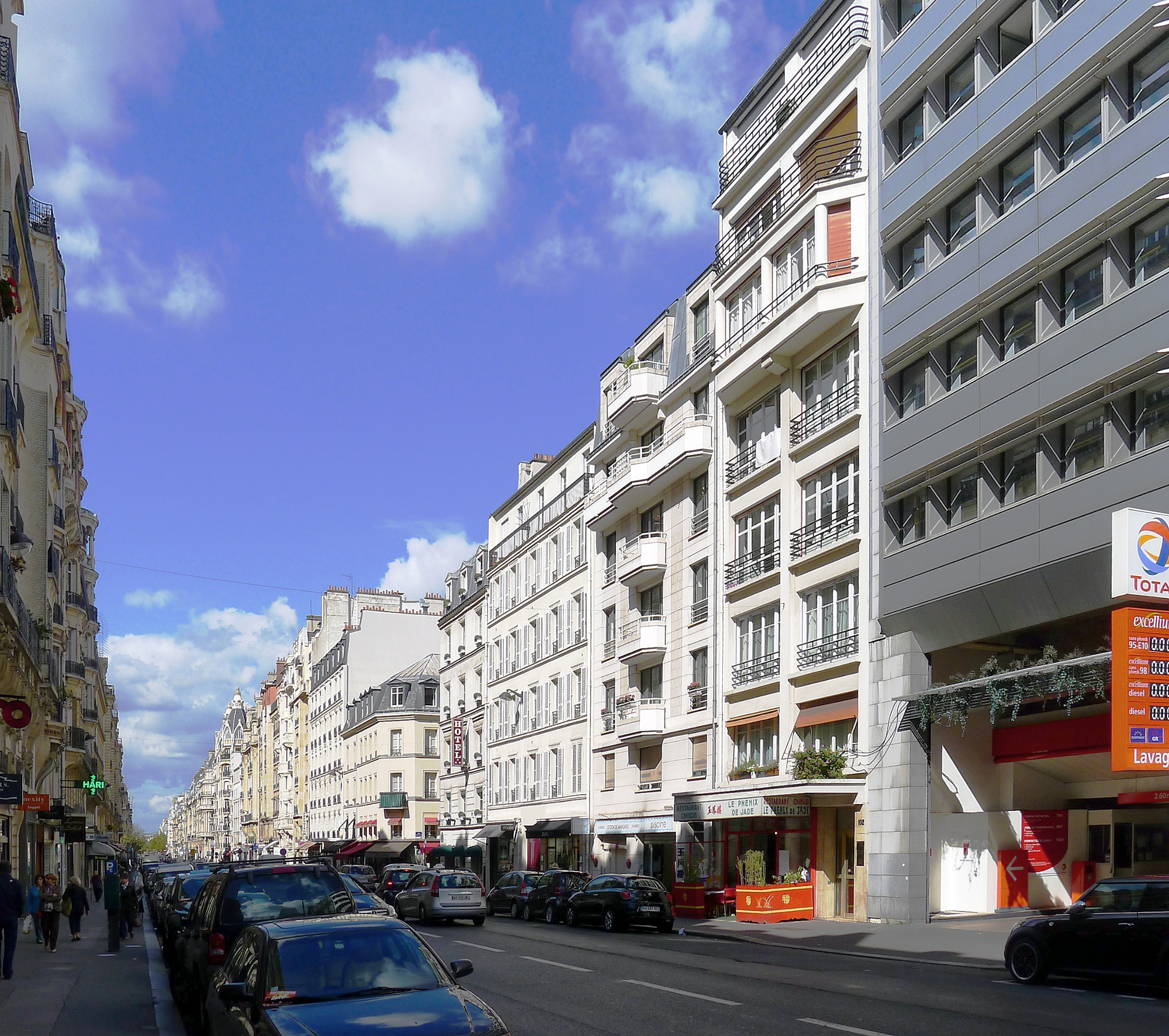
Rue de Courcelles au nord du boulevard de Courcelles (partie 17e arr. de la rue).

- au nord du mur des Fermiers généraux (actuel boulevard de Courcelles) : un ancien chemin, indiqué dès 1672, portait en 1842 le nom de « chemin de la Planchette à Courcelles », en référence à l'ancien château de la Planchette, situé à la hauteur des futures portes de Courcelles et de Clichy de l'enceinte fortifiée, où avait résidé la famille de Créquy[4]. Quelques maisons s'étaient construites, constituant un hameau où habita pendant quelque temps le trésorier des remises de gibier et des chasses de la plaine de Monceau et qui, jusqu'en 1860, sépara les communes de Neuilly et des Batignolles[5]. Ce chemin porta, de 1842 à 1863, le nom de « chemin de Courcelles », avant d'être intégré en 1863 à la rue de Courcelles ;
- tout au nord, un chemin fut aménagé en 1928 entre l'emplacement des anciens bastions nos 47-48 de l'enceinte de Thiers qui reçut en 1930 le nom de « Courcelles » ;
- enfin, la section détachée en 1930 de la rue du Président-Wilson de Levallois-Perret reçut en 1931 le nom de « Courcelles ».

Entre la rue de Monceau et le boulevard de Courcelles, la rue de Courcelles longeait originellement le parc Monceau, qui a été sensiblement diminué lors du lotissement de ses alentours par Émile Pereire à partir de 1860. Elle a ensuite été éventrée par le percement du boulevard Haussmann et de l'avenue Hoche (1857), ainsi que des rues de La Baume, du Docteur-Lancereaux, Rembrandt, de Lisbonne, Murillo et de l'avenue Van-Dyck. Ces percements ont entraîné la destruction de nombreuses maisons anciennes.
Une décision ministérielle du 25 messidor an X (13 juillet 1802) a fixé à 10 mètres la largeur minimale de la rue de Courcelles. Entre 1795 et 1859, la rue de Courcelles se situait dans le 1er arrondissement ancien.
Une partie de la voie délimitait la ZAC Beaujon.

## Bâtiments remarquables et lieux de mémoire

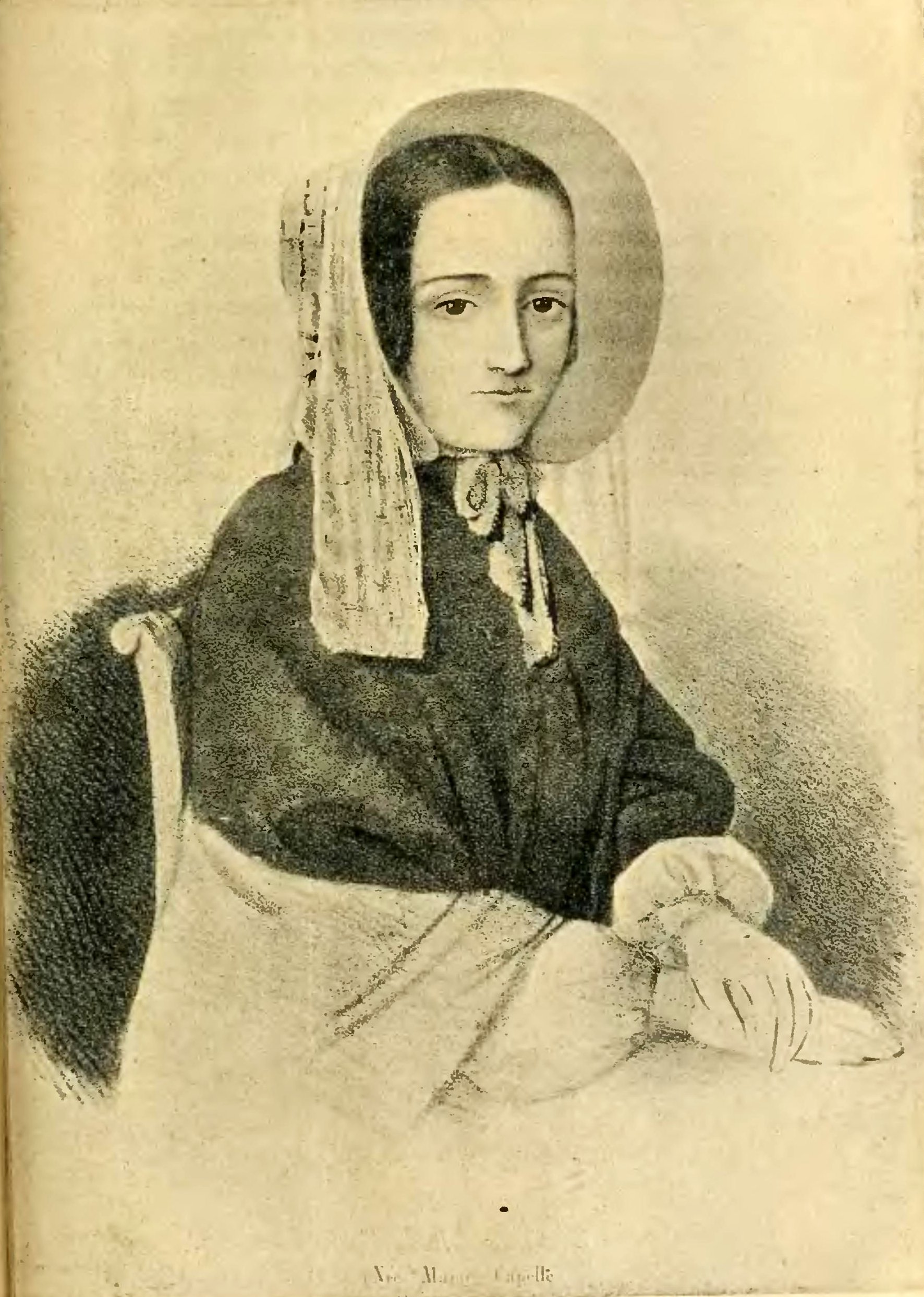
Portrait de l'empoisonneuse Marie Lafarge, née au no 17 de la rue de Courcelles en 1816.

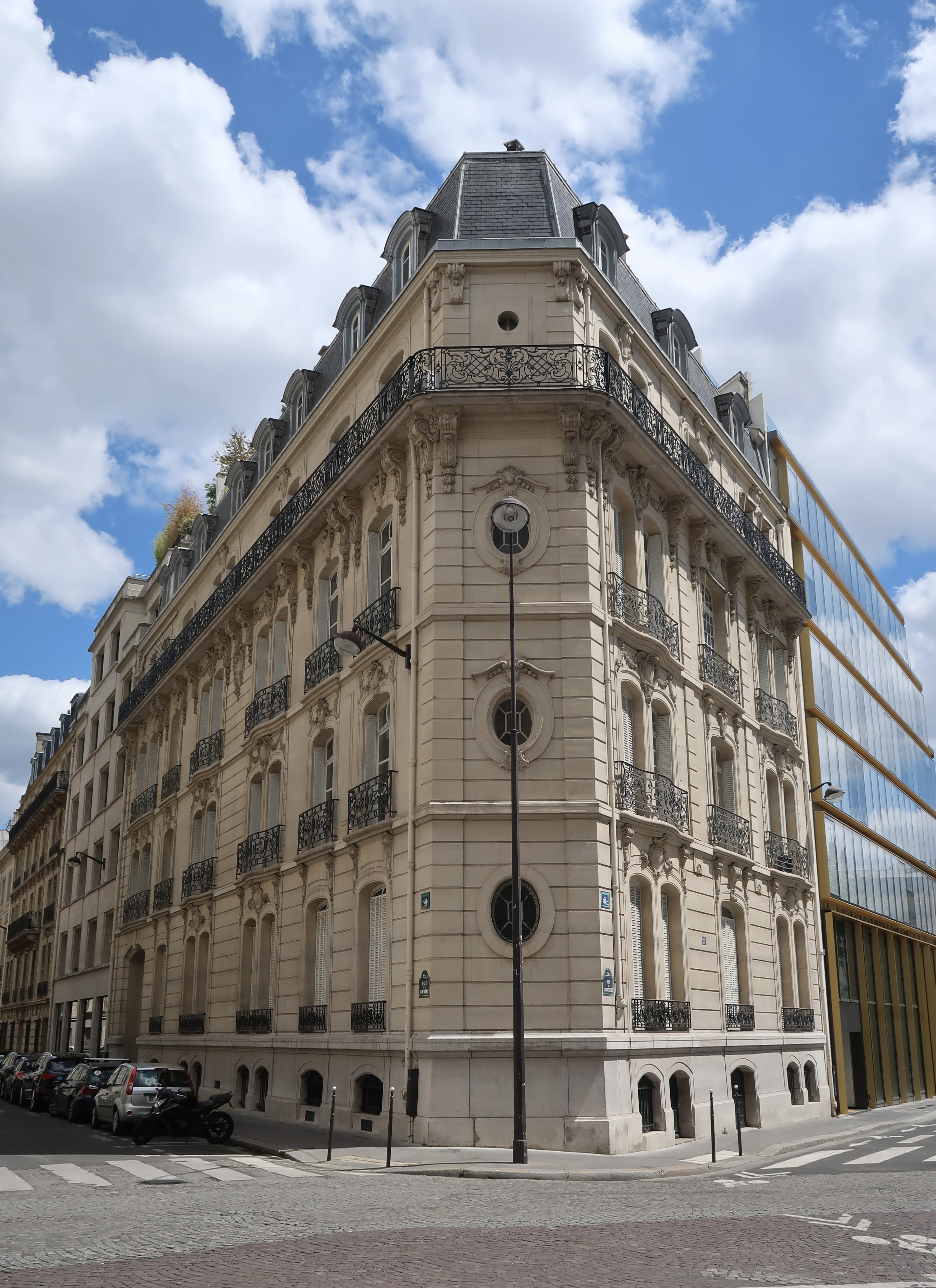
No 20.

- No 9 : presbytère de l’église Saint-Philippe-du-Roule.
- No 10 : hôtel de la Princesse Mathilde. Hôtel particulier entre cour et jardin construit en 1812 par Bernard Poyet (classé monument historique en 1975[7]), sur un terrain ayant appartenu au financier Jacques-Louis-Guillaume Bouret de Vézelay (1733-1801), trésorier général de l'artillerie et du génie et grand spéculateur immobilier à la fin de l’Ancien Régime (voir « Rue de Vézelay »). En 1818, l'hôtel appartenait au marquis d'Aversens. En 1842, il était la propriété d'Auguste Taigny qui le loua de 1849 à 1857 à la princesse Mathilde (1820-1904) après son divorce d'avec le comte Anatole Demidoff. Hôtel de Mme Delagarde en 1910[8]. « La demeure avait été choisie par le comte de Nieuwerkerque, à qui la princesse demandait de lui faire oublier la triste aventure de son mariage avec le prince Demidoff. […] C'est là que la princesse Mathilde devait revoir son cousin, qui n'était encore que le Prince-Président, et évoquer avec lui le souvenir de fiançailles enfantines ; c'est dans le jardin de cet hôtel qu'elle fit construire une salle de bal pour recevoir “impérialement” le chef de la IIe République[9]. » L'hôtel devint ensuite la propriété du général Charles Hitchcock Sherrill (1867-1936), qui fut ambassadeur des États-Unis à Constantinople en 1909-1910. « L'ambassadeur et Mme Sherrill habitèrent là jusqu'à leur mort et y donnèrent de brillantes réceptions. Aujourd'hui [1954] que leur fils, qui en reste propriétaire, vit la plupart du temps aux États-Unis, cette demeure, frappée de léthargie, ne renferme plus que le souvenir de fastes évanouis[9]. » Vendu par les héritiers du général Sherrill, l'hôtel a ensuite été la résidence du baron Élie de Rothschild (1917-2007) et de la baronne, née Liliane Fould-Springer (1916-2003) lorsque ceux-ci quittèrent l'hôtel de Masseran dans les années 1970.
- No 12 : hôtel particulier construit en 1812 par Bernard Poyet, classé monument historique en 1975[10], qui a été la résidence du général-vicomte Arnold de La Villestreux (1856-1949)[8],[11], issu d'une ancienne souche protestante. Il passa ensuite à la famille de Turckheim. Il est actuellement la propriété de Hamad ibn Jaber al-Thani, membre de la famille royale de Qatar et premier ministre de 2007 à 2013.
- No 13 : à cet emplacement existait encore en 1903 l'une des dernières fontaines marchandes de Paris[9]..
- No 14 : allée privée, fermée par une grille. « En pénétrant ici par une petite allée particulière, on est agréablement surpris de trouver dans ce coin de Paris des jardins et des villas tranquilles, non loin des tapageuses rues avoisinantes[12]. »
- No 17 : ici l'architecte décorateur Louis Süe, installa de 1912 à 1914 les locaux de sa société, l'Atelier français. Marie Lafarge, personnalité née en 1816, accusée d'avoir tué son époux et dont le procès fut abondamment commenté à l'époque est née à cette adresse.
- No 20 (ayant son entrée au 2, rue de La Baume) : emplacement de l'ancien hôtel de La Baume Pluvinel, propriété de M. Despeaux en 1910[8], construit par l’architecte Henry Goury, documenté dans La Construction moderne en 1893. Il ne subsiste aujourd’hui de l'ancien hôtel particulier que l’immeuble à l’angle des deux rues ; la cour d’honneur qui donnait sur la rue de La Baume a disparu[13]. Les décors peints de l’hôtel ont été conservés.
- No 24-28 : hôtel de Bragance, construit juste avant la Révolution par l’architecte Pierre-Adrien Pâris (1745-1819) pour l’intendant des Postes Arboulin de Richebourg. Cet hôtel devait son nom au séjour qu’y avait fait l’empereur dom Pedro Ier du Brésil. Il appartint ensuite à la reine Marie-Christine de Bourbon, reine douairière d’Espagne. Napoléon III l'acheta en 1857 pour le mettre à la disposition de la princesse Mathilde. Elle y tenait un salon très réputé pour son esprit et sa liberté de ton, y accueillant des personnalités aussi diverses que les frères Goncourt, Sainte-Beuve, Flaubert ou Théophile Gautier. Il fut démoli en 1954.
- No 32 : Patrick Hernandez et Madonna y ont emménagé ensemble en 1979[14].
- No 36 : le photographe Tcherniak, grand prix et médaille à l'Exposition universelle de Bruxelles de 1910, avait un atelier à cette adresse[15].
- No 45 : Marcel Proust et ses parents ont emménagé dans cet immeuble très cossu, construit par Alfred Fasquelle en 1881, le 1er octobre 1900, dans un appartement du 2e étage sur rue (angle avec la rue de Monceau). « L'appartement, au premier étage au-dessus de l'entresol, est pourvu d'un large balcon de pierre et d'une cour intérieur. M. et Mme Proust y font chambre à part ; chaque garçon a sa chambre. Une petite pièce appelée par Mme Proust le « fumoir » est dévolue aux fumigations de Marcel qui fait brûler des poudres. Il y a aussi le cabinet du docteur. Le père a son valet de chambre, Jean Blanc, que Proust conservera jusqu'en 1908. La mère dispose d'une femme de chambre et d'une cuisinière[16]. » Le docteur Adrien Proust meurt dans cet appartement le 26 novembre 1903, puis Mme Proust le 26 septembre 1905. Marcel Proust conserve l'appartement, devenu trop vaste, jusqu'en décembre 1906 puis il emménage au 102, boulevard Haussmann. Ce même appartement sert de décor dans le roman Quartier perdu de Patrick Modiano, où le narrateur plonge dans ses souvenirs d'adolescence. Actuelle ambassade de la République dominicaine en France.

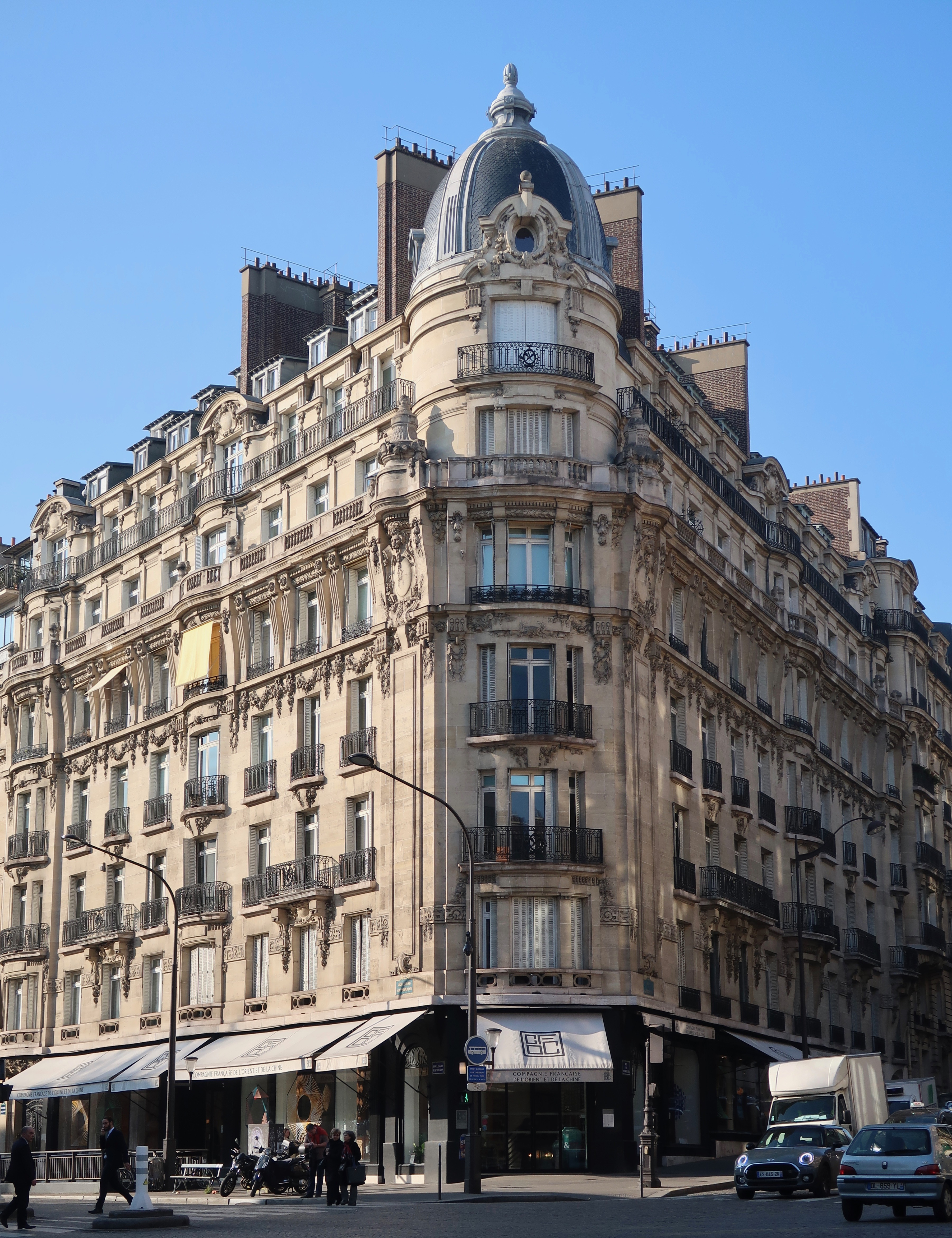
Immeuble au croisement avec le boulevard Haussmann.
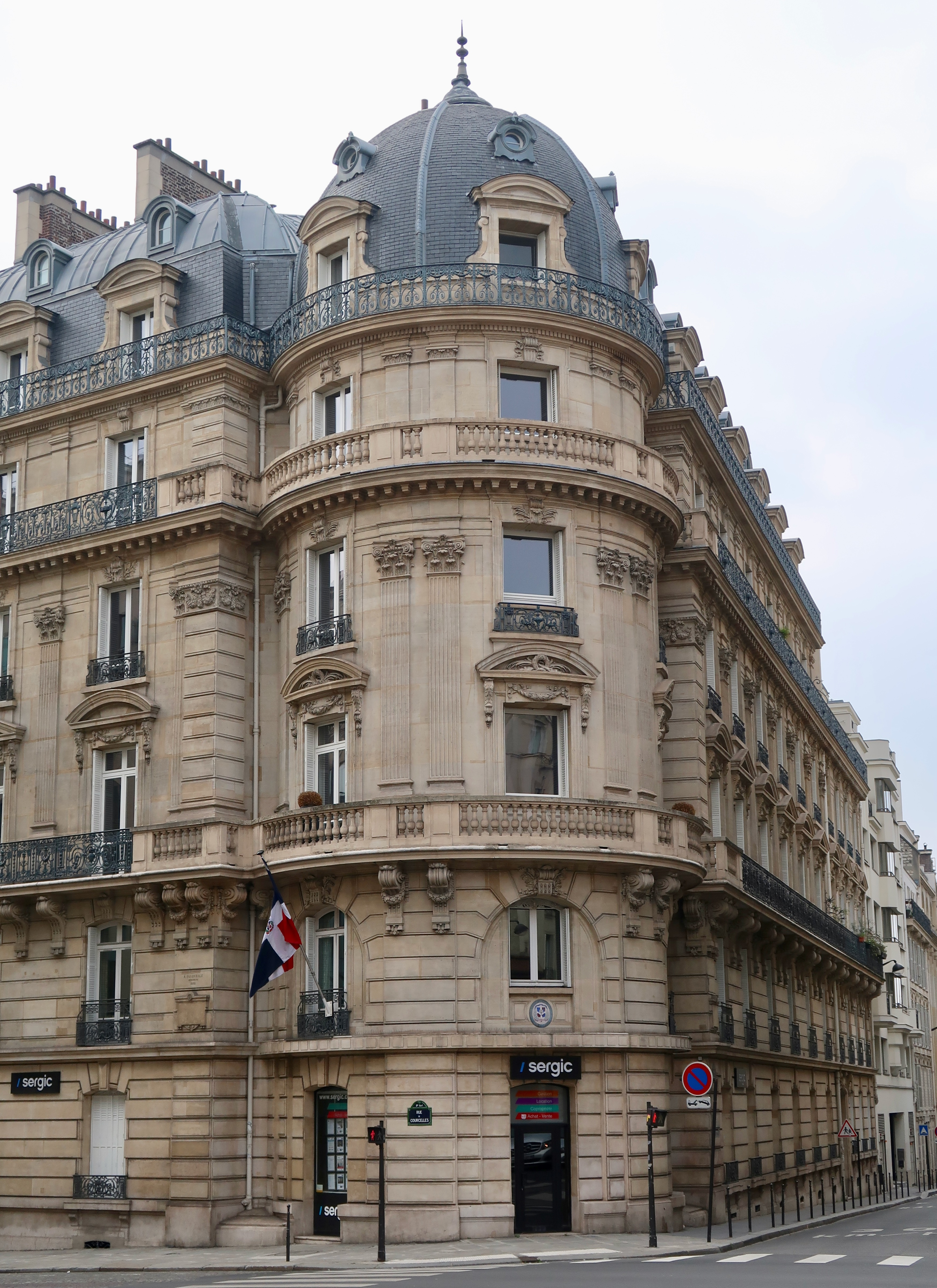
Vue de l'immeuble du no 45, au coin de la rue de Monceau.
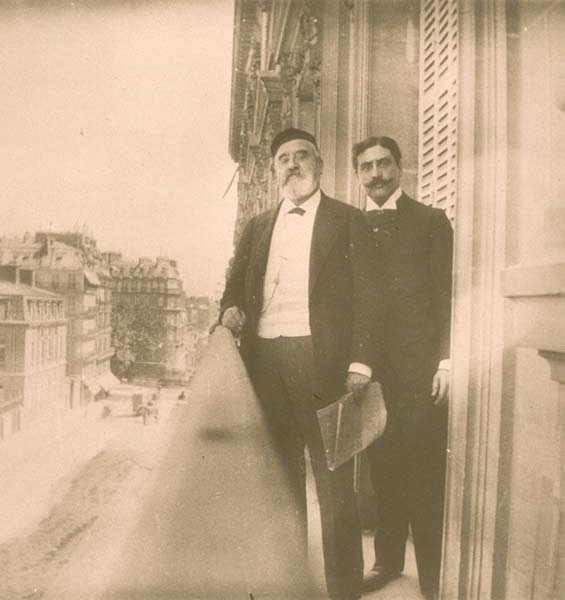
Le père de Marcel Proust, le docteur Adrien Proust, et le frère de Marcel Proust, Robert, sur le balcon du no 45 (vers 1900).
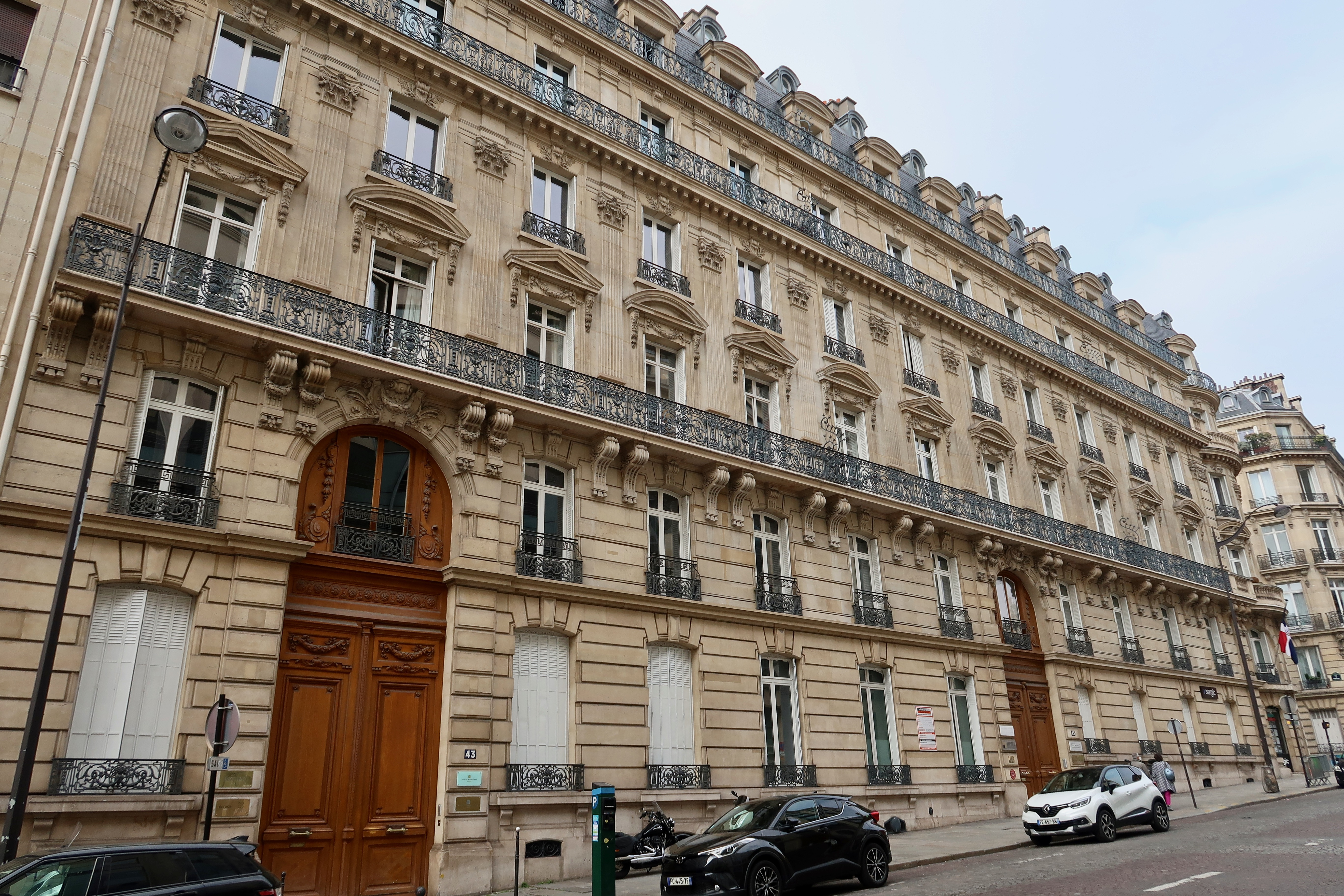
Façade des nos 43-45.
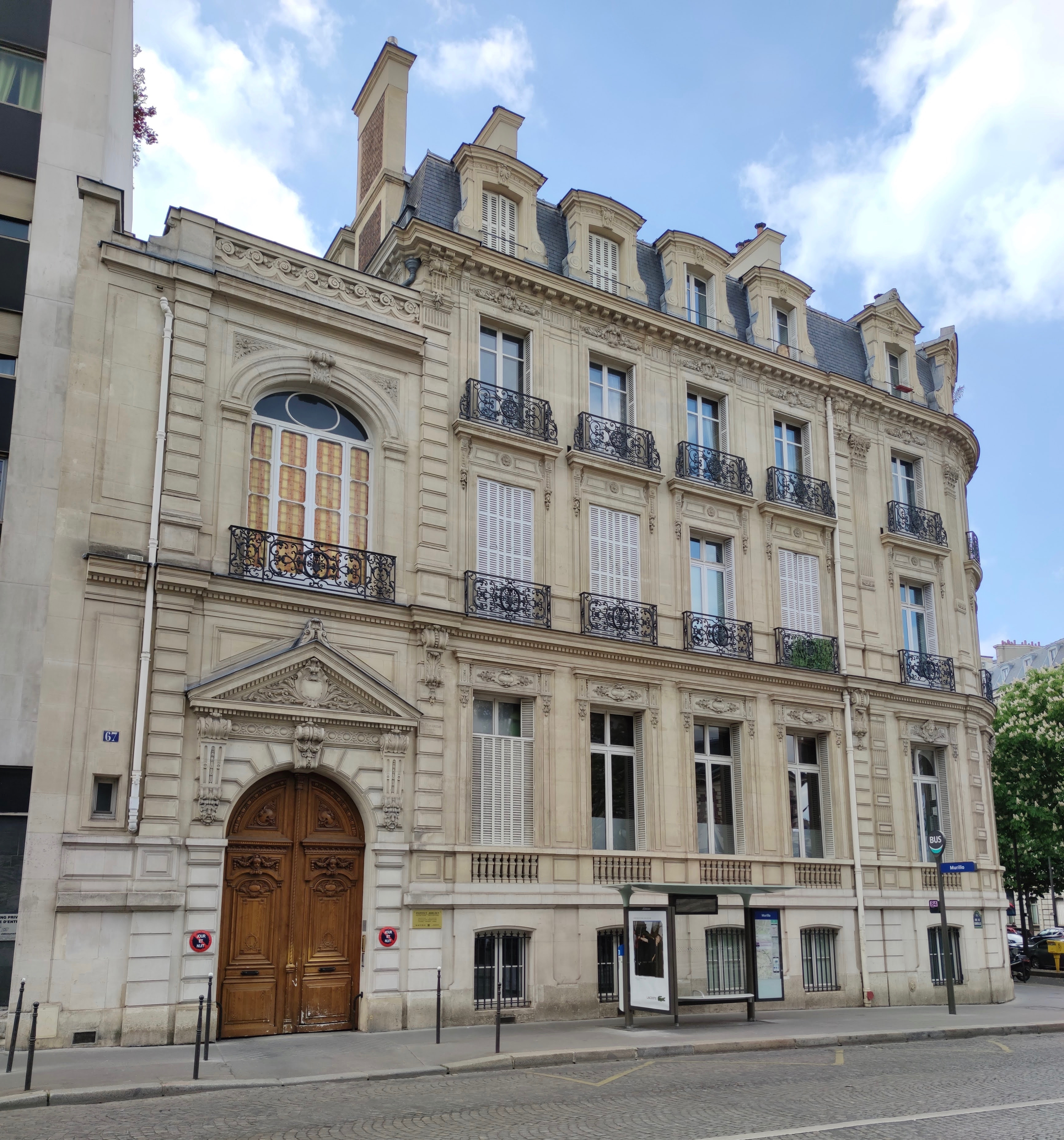
Façade du no 67.
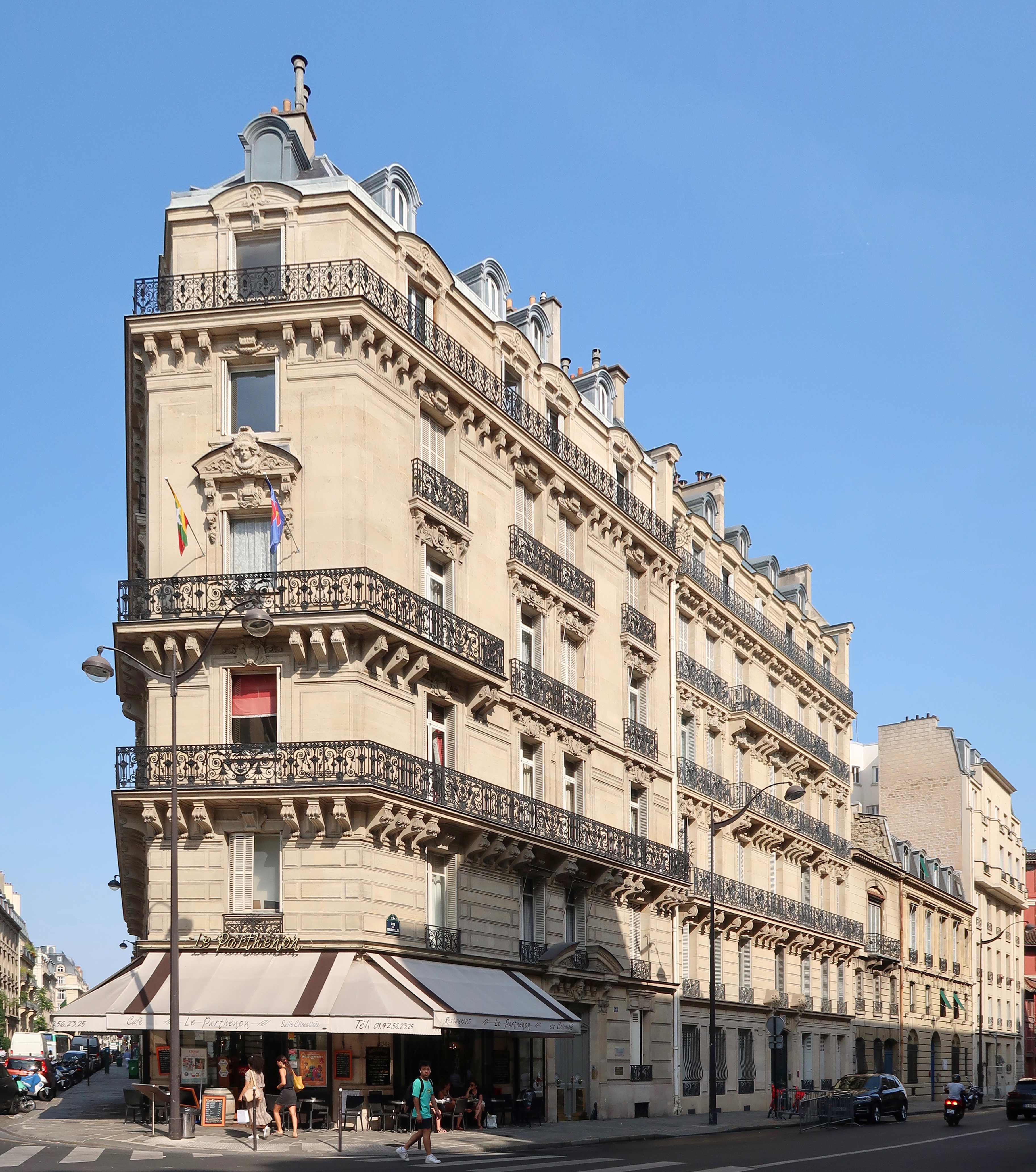
Croisement avec la rue de Lisbonne.

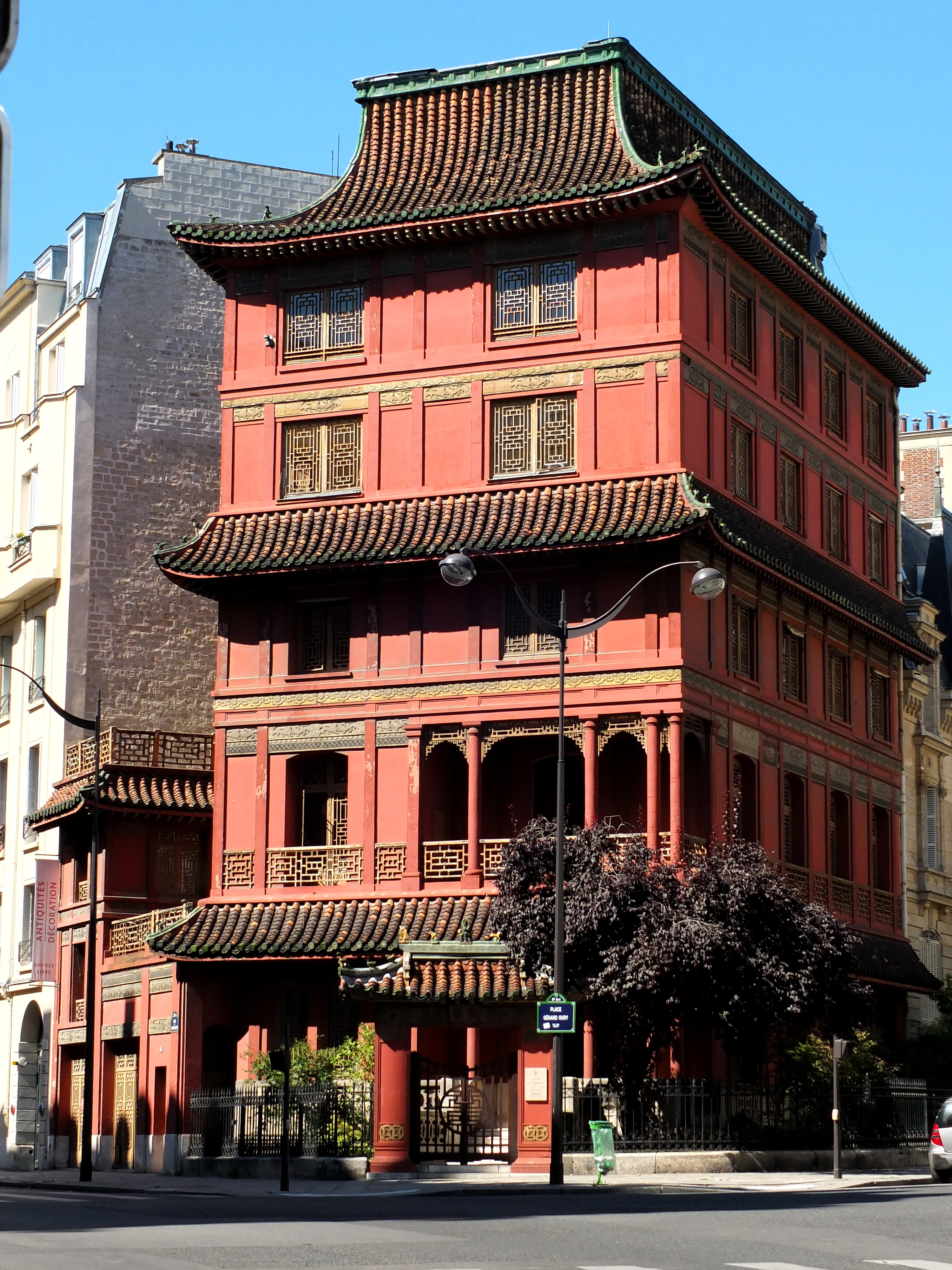
Pagode rouge située au no 48.

- No 48 (angle de la rue Rembrandt et place Gérard-Oury) : la Pagode rouge, surprenant bâtiment librement inspiré d'une pagode chinoise construit en 1926 par l'architecte Fernand Bloch pour Ching Tsai Loo (1880-1957), ressortissant chinois venu faire ses études en France en 1900 et fondateur d'une galerie d'art d'Extrême-Orient. Le bâtiment actuel n'est peut-être que la transformation complète d'un hôtel particulier datant de la monarchie de Juillet. Le décor intérieur présente des plafonds à caissons et de belles boiseries laquées anciennes. La pagode abrite toujours la galerie C. T. Loo et Cie.
- No 51-57 : hôtel du Collectionneur.
- No 67 : bel hôtel particulier où Boni de Castellane (1867-1932) aurait eu une garçonnière à trois entrées[17].
- No 73 : de 1919 à 1928, l'amateur d'art Charles Pacquement fit réaliser la décoration de son intérieur par l'architecte décorateur et peintre Louis Süe et son associé le peintre André Mare[18]. Henri Rethoré, diplomate français, ambassadeur de France, y est né le 8 juin 1928.
- No 75 :
  - Edgar Ney (1812-1882), prince de la Moskowa, quatrième fils du maréchal Ney, y est mort ;
  - l'artiste-peintre Louis Émile Adan (1839-1937) eut ici son atelier et y mourut, presque centenaire.

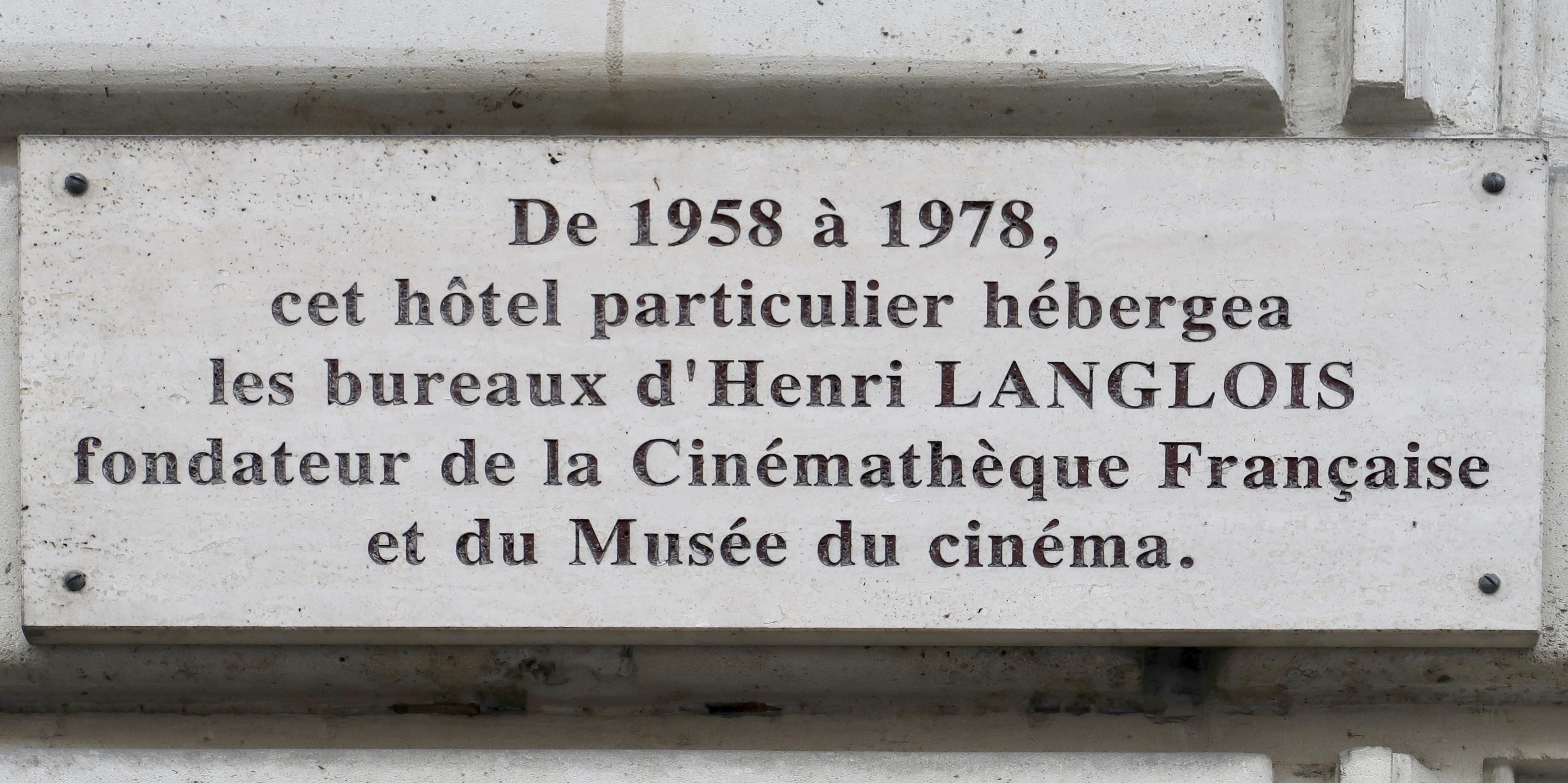
Plaque au no 82.

- No 82 : la Cinémathèque française installa ses bureaux dans cet hôtel particulier en 1958. C'est là qu'eurent lieu en 1968 de mémorables manifestations lorsqu'André Malraux, alors ministre des Affaires culturelles, chercha à révoquer son fondateur, Henri Langlois.
- No 84 : hôtel particulier qui appartenait en 1916 à la cantatrice Marthe Chenal (1881-1947)[19]. Une plaque de marbre commémore son chant de La Marseillaise le 11 novembre 1918 sur les marches du palais Garnier. Elle habitait auparavant au 42, rue de la Bienfaisance. Elle mourut en 1947 dans l'hôtel de la rue de Courcelles. « Marthe Chenal croyait avoir pour seuls héritiers les enfants de son frère, mais ceux-ci n’ayant pas été légitimés, ce fut à de lointains cousins qu’échut la succession. Ils arrivèrent du fond de leur Savoie, s’adressèrent au concierge et, devant la loge confortable de celui-ci, s’écrièrent : “Elle était joliment bien logée !” ne soupçonnant pas que tout l’hôtel était la propriété de “la cousine”. On eut grand’peine à les empêcher d’arracher les dédicaces des partitions, qu’ils croyaient devoir vendre au poids, comme vieux papiers sans valeur[4]. »

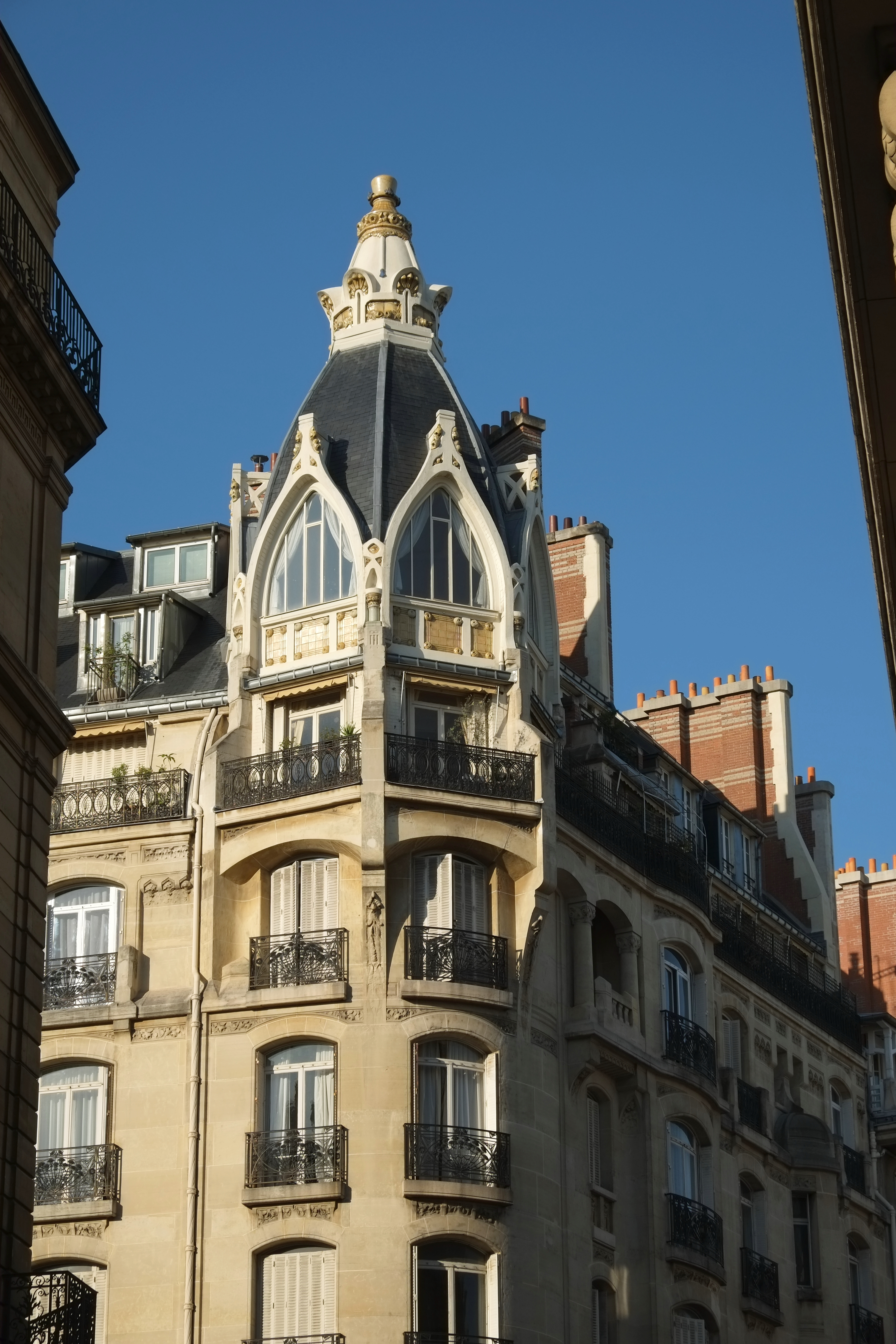
Le no 132.

- No 90 : hôtel particulier de Mme A. Rochet (en 1910)[20]
- No 92 : ambassade d'Arabie saoudite en France.
- No 93 : l'écrivain Colette (1873-1954) et son mari Henry Gauthier-Villars (1859-1931) s'installèrent à cette adresse en 1901, dans un atelier d'artiste au 6e étage, « torride en été, glacial en hiver »[21]. « Il était à la mode déjà d'habiter un atelier de ce genre, de le meubler avec désinvolture d'un banc de jardin, d'une table de réfectoire, avec des objets rustiques ou médiévaux, disposés un peu partout[22]. » Colette et Willy quitteront cet appartement dès 1902 pour s'installer au 177 bis[23].
- No 94 : après avoir divorcé en 1877 du baron Henri van de Werve et de Schilde (en), Jeanne de Béthisy, fille d'Alfred-Charles-Gaston de Béthisy et de Bernardine de L'Espine, se remaria en 1878 avec le comte de Louvencourt et habita cet hôtel avec leur fils Kostia[4],[20].
- No 118 : au rez-de-chaussée se trouvait autrefois le cinéma « Courcelles-Palace », ouvert en 1932. Il disposait alors d'une salle de 500 places, à la décoration de style néo-Renaissance italienne, et son balcon avec deux avancées obliques permettait une bonne  vision vers l'écran. Rebaptisé « Studio-Courcelles » au début des  années 1950, il est rénové en 1957 et devient alors le « Windsor », avec une capacité réduite à 400 places. Il ferme définitivement ses portes en 1964 et l'emplacement est aujourd'hui occupé par un centre culturel arménien.
- Nos 132-134 : immeuble Art nouveau construit en 1907 par l'architecte Théo Petit. Figures sculptées par Henri Bouchard, sculpture décorative par Léon Binet[24].
- No 147 : les carrosses prévus en 1873 par le comte Maxence de Damas pour le couronnement du comte de Chambord avaient été remisés à cet endroit où se dresse aujourd’hui un vaste immeuble de bureaux[4].
- No 181 : les peintres Georges Lorin (1850-1927), Gaston Hochard (1863-1913) et Yves Dieÿ (1892-1984) eurent leur atelier dans cet immeuble[4].
- Angle du boulevard de Reims (place de Jérusalem) : le Centre européen du judaïsme créé en 2017, inauguré en 2019.
- No 202 : Raymond Woog (1875-1949), peintre, dessinateur et illustrateur, y résida.
- No 222 : site Courcelles du Conservatoire municipal Claud-Debussy[25].

### Bâtiments détruits

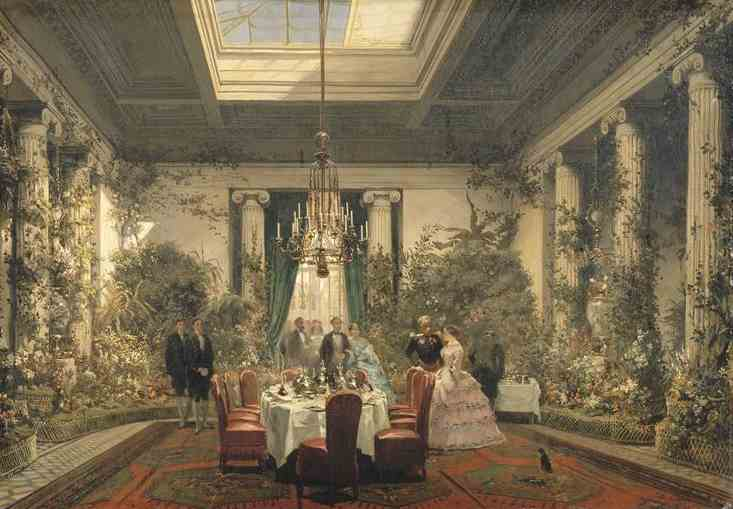
La salle à manger de la Princesse Mathilde, 24, rue de Courcelles, en 1854, par Sébastien Charles Giraud (château de Compiègne).

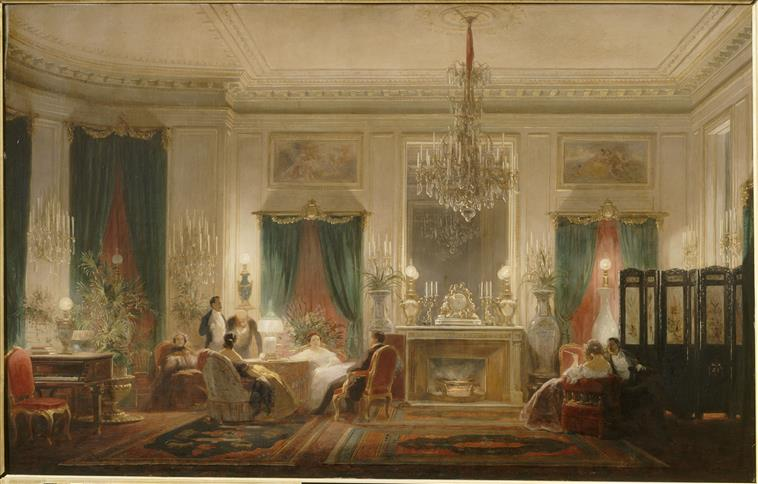
Le salon de la Princesse Mathilde, 24, rue de Courcelles, en 1859, par Sébastien Charles Giraud (château de Compiègne).

- Vers le début de la rue, côté des numéros impairs : ancienne légation du Danemark. La princesse Lise Troubetzkoy y habita[8].
- Nos 24-28 : hôtel particulier pour Jean-Baptiste Arboulin de Richebourg, intendant des Postes de France, construit par Pierre-Adrien Pâris[26],[27] Palais Bragance puis hôtel de la Princesse Mathilde : emplacement du « charmant cottage[8] » construit pour M. Delorme, avocat au Parlement de Nancy et spéculateur immobilier, où vécut sous le Premier Empire son gendre, le marquis de Tamisier. La maison fut louée en 1831 (jusqu'à janvier 1832) à l'ex-empereur Pierre Ier du Brésil (1798-1834)[4]. Elle fut acquise en 1841 par le général Herrera, qui présida jusqu'en 1839 l'éphémère État constitué en 1836 au sud du Pérou dans le cadre de la Confédération péruano-bolivienne à l'instigation d'Andrés de Santa Cruz. Elle appartint ensuite à la reine Marie-Christine d'Espagne (1806-1878) qui y vécut avec son second mari, Agustín Fernando Muñoz y Sánchez, ancien sergent de la garde royale titré duc de Rienzarès. Napoléon III en fit l'acquisition peu avant son accession au trône et la mit en 1857 à la disposition de sa cousine, la Princesse Mathilde, qui y vécut jusqu'en 1871, y abritant ses amours tumultueuses avec le comte Émilien de Nieuwerkerke. « Ferdinand Bac et le comte Primoli m'ont souvent décrit l'installation fastueuse de cet hôtel, ses murs tendus de damas cramoisi, ses lourds rideaux de velours vert, les coussins, les franges, les capitons, les glands, tout ce décor lourd et riche où achevait de s'ensevelir le XIXe siècle[11]. » En 1873, Aristide Subervielle, dit le comte de Subervielle, racheta l'hôtel à la princesse et le revendit en 1878[28],[29], date à laquelle l'ambassade d'Espagne s'y installa[30]. L'hôtel fut démoli vers 1954.
- Nos 38-40 : hôtel dit de Choiseul, construit vers 1760 par d'Émery[31]. Cette propriété fut ensuite divisée en deux après la Révolution française :
  - no 38 : propriété du général Debelle (1767-1802), dont la veuve la vendit en 1802 à la famille du comte de Vichy, qui la céda en 1838 au comte de Castellane. Hôtel de M. Bidoire (en 1910)[12] ;
  - no 40 : maison acquise au début du XIXe siècle par Pauline Bonaparte, qui avait son hôtel au 39, rue du Faubourg-Saint-Honoré (hôtel de Charost). Cet hôtel eut ensuite pour occupants sous la Restauration et la monarchie de Juillet la princesse Cantacuzène, Charles Dickens, le diplomate Henry Bulwer-Lytton et le duc de Cambacérès. Au début des années 1930, on trouvait à cette adresse Marie-Rose, célèbre tenancière de maison close, bénéficiant de hautes protections politiques, qui eut une liaison avec Luc Dietrich (1913-1944), qu'elle fit entrer dans le monde de la pègre et qu'elle rêvait de lancer en politique[4] avant qu'il ne rencontre Lanza del Vasto sur un banc du parc Monceau et ne devienne écrivain.
- No 52 : hôtel particulier décoré par Jules Chéret où Yvette Guilbert (1865-1944), retirée de la scène, vivait avec son mari, Max Schiller, vers 1902[32].
- No 59 : hôtel de Sir Edward-Charles Blount (1809-1905), créateur en 1834 de la Banque Edward Blount qui devint Charles Laffitte, Blount & Cie en 1834, puis président de la Société générale de 1886 à 1902 (démoli en 1907)[12].
- No 61 : hôtel de Mlle Grandjean, morte en 1909 en léguant son hôtel et ses collections de tableaux et objets d'art à l'Union centrale des arts décoratifs, à charge pour celle-ci de créer dans l'hôtel un musée portant son nom[12]. Le legs n'a pas été accepté et l'hôtel a été détruit.
- No 63 : hôtel Veil-Picard, famille de banquiers juifs originaire d'Alsace et installée à Besançon (en 1910)[12].
- No 69 : hôtel du prince Alexandre Bibesco (1842-1911), alpiniste et grand bibliophile, et de la princesse, née Hélène Epureanu, passionnée de musique et protectrice de Claude Debussy. La princesse tenait un célèbre salon fréquenté par Charles Gounod, Camille Saint-Saëns, Pierre Bonnard, Édouard Vuillard, Aristide Maillol, Anatole France, Jules Lemaître, Pierre Loti, Ernest Renan, Leconte de Lisle entre autres. Leur fils, Antoine Bibesco (1878-1951), diplomate et écrivain, fut l'ami de Marcel Proust.
- No 75 : le peintre Kees van Dongen (1877-1968) transféra son atelier à cette adresse en 1935.
- No 76 : hôtel d'Honoré d'Albert, duc de Luynes (1868-1924) et de la duchesse née Simone de Crussol d'Uzès (1870-1946), fille de la duchesse d'Uzès (en 1910)[12].
- No 78 : en 1902, la duchesse d'Uzès vendit son hôtel particulier du 76, avenue des Champs-Élysées et fit l'acquisition de quatre hôtels particuliers situés dans le même carré de rues en bordure du parc Monceau[33]. Elle emménagea elle-même au 78, rue de Courcelles[12]. Les Luynes s'installèrent dans l'hôtel contigu et communiquant du no 76. Les Brissac s'installèrent au 26, rue Murillo et les d'Uzès au 4, avenue Van-Dyck[34].
- No 177 bis : hôtel particulier où l'écrivain Colette (1873-1954) et son mari Henry Gauthier-Villars (1859-1931) s'installèrent en 1902, dans un appartement du second étage[35],[23]. « Colette tente de donner quelque pointe de fantaisie à un cadre mornement bourgeois. Outre la balustrade de bois peinte en blanc, qui divisait le salon en deux parties, elle y installe une table de travail et une lampe à abat-jour vert (pour la qualité de la lumière)[36]. » « Son refuge était niché au sommet d'un escalier rétréci ; un atelier d'artiste meublé non d'un chevalet mais d'anneaux de gymnastique, d'un trapèze et d'une corde à nœuds[22]. » L'hôtel fut ensuite la résidence de l'extravagante baronne Madeleine Vivier-Deslandes (1866-1929), qui se faisait appeler « Ilse », dont André Becq de Fouquières rapporte que : « On la vit un soir, à la Foire de Neuilly, vêtue en prêtresse, entrer dans la cage aux lions où elle déclama un poème de Jean Richepin. On disait que cette exhibition lui avait été soufflée par Boni de Castellane pour qu’elle touchât le cœur du belluaire attaché à la ménagerie, et dont la musculeuse beauté avait frappé l’imagination d’Ilse. Elle poursuivait de longs colloques, moins dangereux, avec les animaux de bronze qui ornaient son salon et s’était placée sous la protection d’une licorne que devait lui acheter plus tard cette non moins folle personne qu’était la marquise Casati. […] Mariée une première fois au comte Fleury, elle obtint l’annulation de son mariage, puis épousa, beaucoup plus tard[37], le jeune et très beau prince Robert de Broglie[38], fils du prince Amédée[39], et qu’elle précédait dans la vie d’au moins deux décennies. Plusieurs fois ruinée, Ilse Deslandes vécut ses derniers jours dans une situation voisine de la gêne. Elle conservait des amies fidèles : Mme Élisabeth de Gramont, Lucie Delarue-Mardrus, et Mme Francesca Nolarbaloto, veuve du comte Grimaud d’Orsay […] On m’a dit que c’est au cours d’une lecture que lui faisait la comtesse d’Orsay que la baronne Deslandes s’assoupit et mourut. Sa séduction certaine retint auprès d’elle artistes et hommes de lettres. Barrès, Henry Bataille, Forain, Oscar Wilde même – se laissèrent fasciner par ce mince corps d’oiseau, par cet esprit perpétuellement en proie aux fièvres et aux inquiétudes. Les noms les plus prestigieux signaient les lettres d’amour qu’elle gardait dans un coffret confié par elle, peu de temps avant sa mort, à l’une de ses amies. » Son portrait a été peint par Edward Burne-Jones.
- No 202 : immeuble où le peintre, graveur et sculpteur Jean-François Raffaëlli (1850-1924) eut son atelier. « Jean-François Raffaelli, en choisissant de venir habiter, 202, rue de Courcelles, ne s’était pas montré maladroit. Il vivait dans un “beau quartier”, à la fois artiste, bourgeois et élégant, mais à proximité immédiate des “fortifs”, de la “zone”, sujets qu’il affectionnait de peindre dans ses toiles[40]. »

### Habitants célèbres

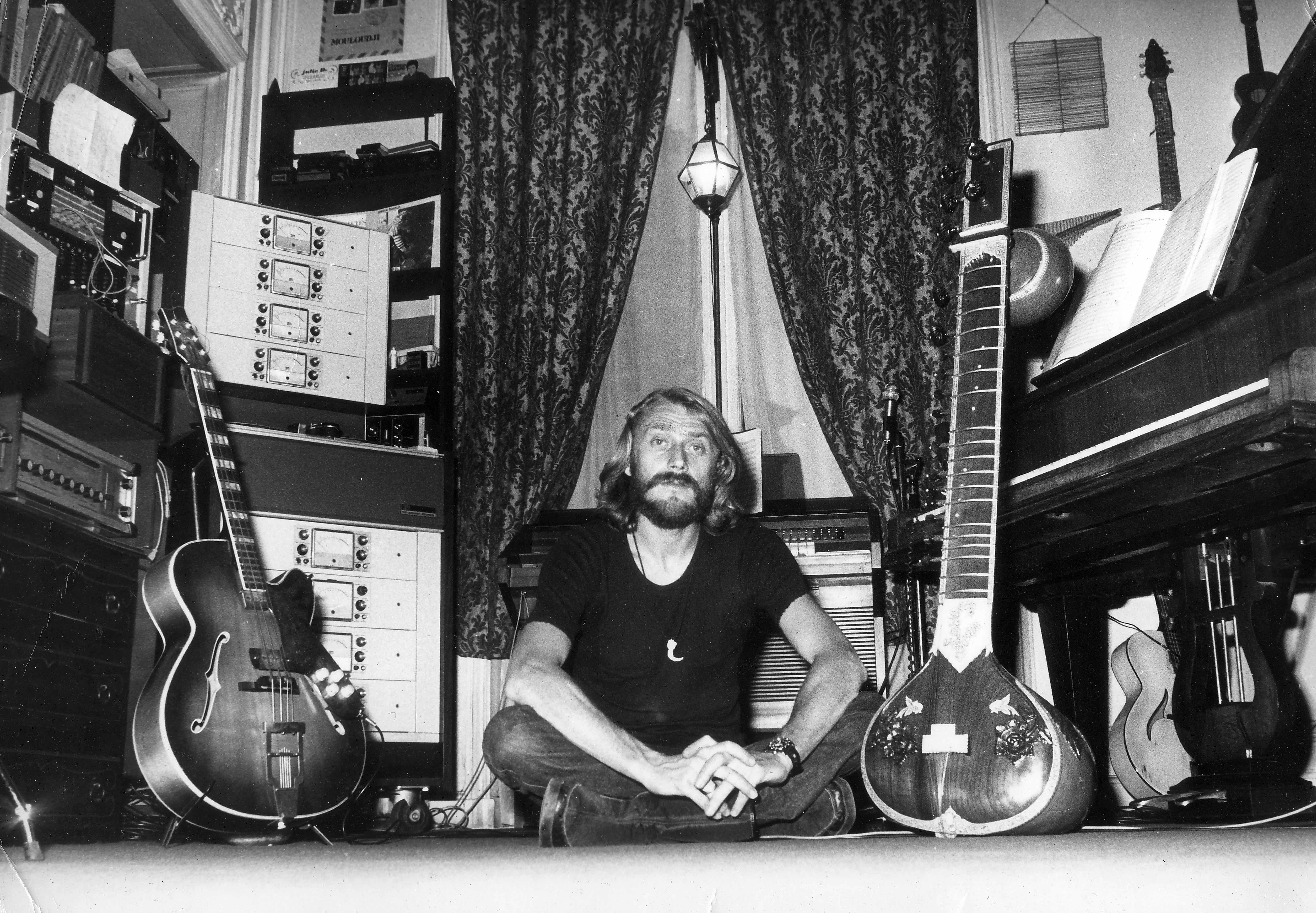
François de Roubaix dans son studio du 99, rue de Courcelles.

- Marguerite Arbel, artiste dramatique[41].
- Miguel Ángel Asturias (1899-1974), écrivain, prix Nobel de littérature (no 73). Une plaque lui rend hommage.
- Germaine Bailac (1881-1977), cantatrice, elle est locataire depuis 1913 d'un appartement au no 105 où elle donne des cours de chant, en moins jusqu'en 1924[42].
- Henri Barbusse (1873-1935), écrivain, prix Goncourt en 1916 (no 105, en 1908)[43].
- Roger Bourdin a vécu au no 115.
- Lucienne Bréval (1869-1935), soprano (no 58). Une plaque lui rend hommage.
- Marthe Chenal (1881-1947), soprano (no 94). Une plaque lui rend hommage.
- Robert Enoch (1903-1944), peintre et poète (no 164)[44].
- Eugénie Fougère (1861-1903), demi-mondaine (no 138, au croisement avec l'avenue de Wagram)[45].
- Adrien de Gasparin (1783-1862), agronome, haut fonctionnaire et homme politique (ancien no 29, en 1848)[4].
- Yvette Guilbert (1865-1944), chanteuse de café-concert (no 52, vers 1902)[4].
- Severiano de Heredia (1936-1901), homme politique, est mort à son domicile au no 177 bis[46].
- Alexandre de Laborde (1773-1842), archéologue et homme politique (ancien no 81)[4].
- Marie Lafarge (1816 - 1852) est né au no 17 de la rue[47].
- Pierre-Marcel Lance, chirurgien, membre de l'Académie nationale de chirurgie (no 73)[4].
- Gabriel Nicolet (1856-1921), artiste peintre (no 52)[4].
- Désiré Nisard (1806-1888), homme politique, écrivain et critique littéraire, membre de l'Académie française (maison détruite par le percement de l'avenue Hoche)[8].
- Joseph Noulens (1864-1944), homme politique, plusieurs fois ministre (no 99)[48].
- François de Roubaix (1939-1975), compositeur de musiques de films (no 99)[49].
- Camille Saint-Saëns (1835-1921), compositeur (no 83 bis)[4].
- Augustin Thierry (1795-1856), historien (ancien no 36, en 1845)[50].
- Henri Casimir Paul Thouroude, dit Daniel de Losques (1880-1915), dessinateur (no 164)[43],[51].
- Raymond Woog (1875-1949), artiste peintre (no 202)[52].
- Sara Yorke Stevenson (1847-1924), égyptologue, conservatrice de musée et féministe est née rue de Courcelles.
- Entre 1984 et 1985, le siège du FN se trouve rue de Courcelles.

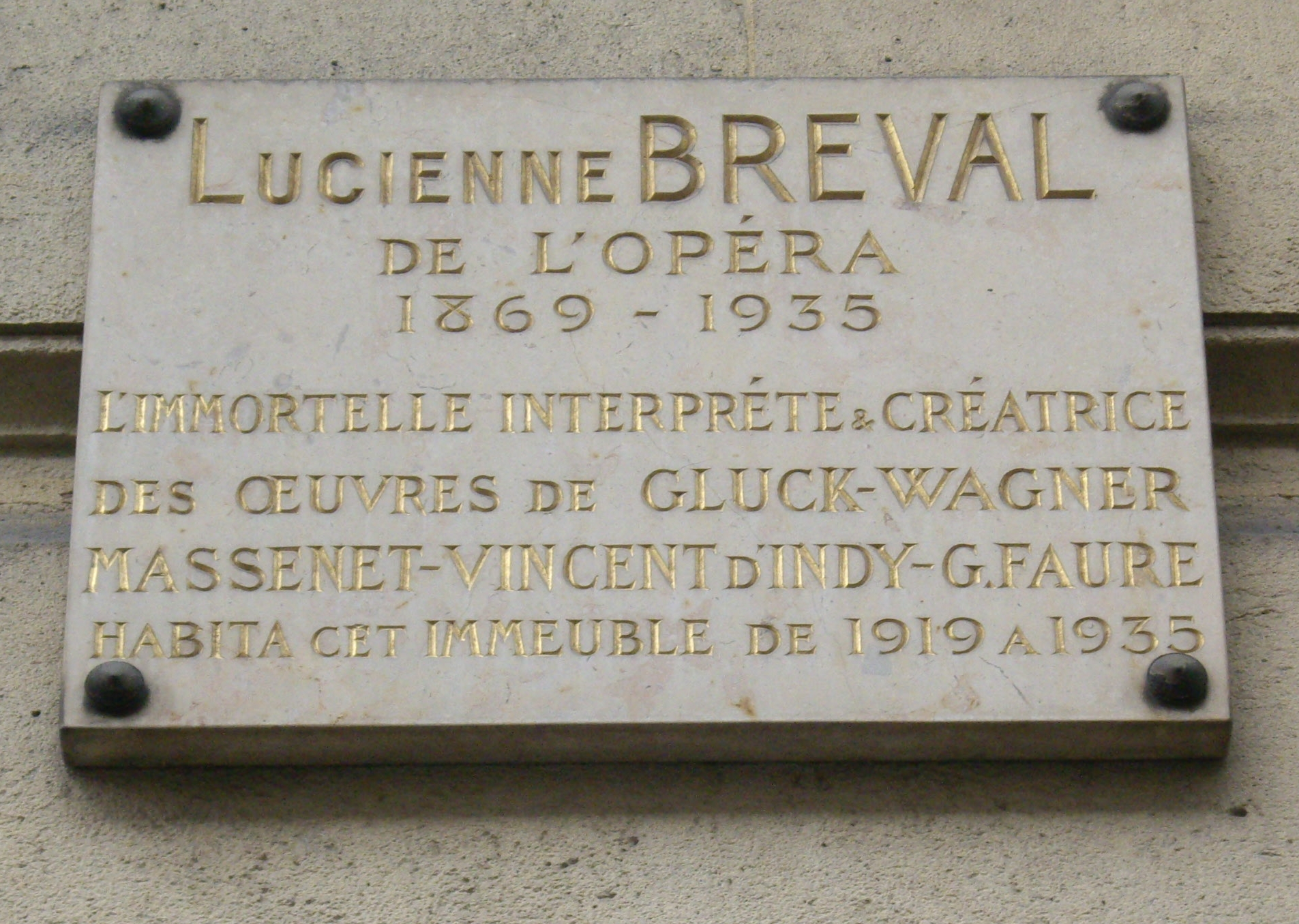
Plaque au no 58.
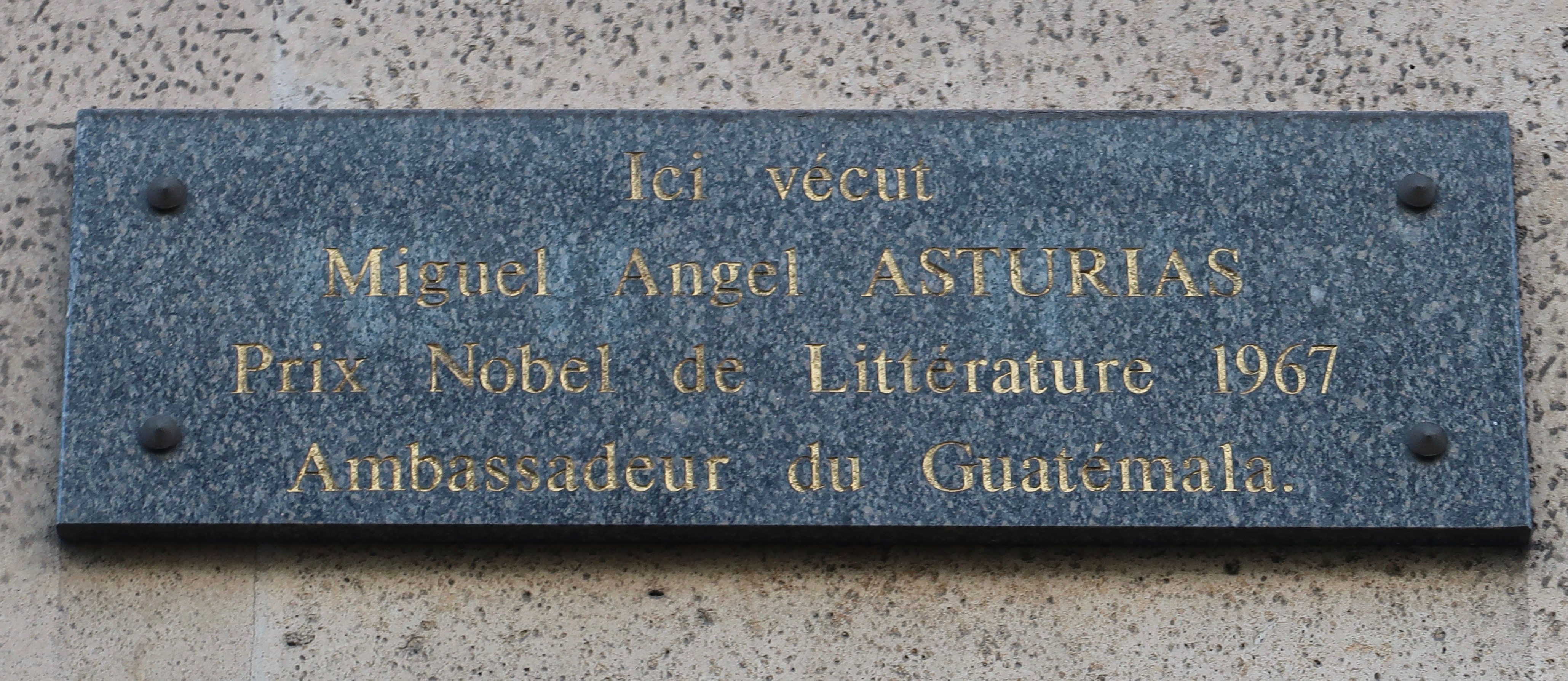
Plaque au no 73.
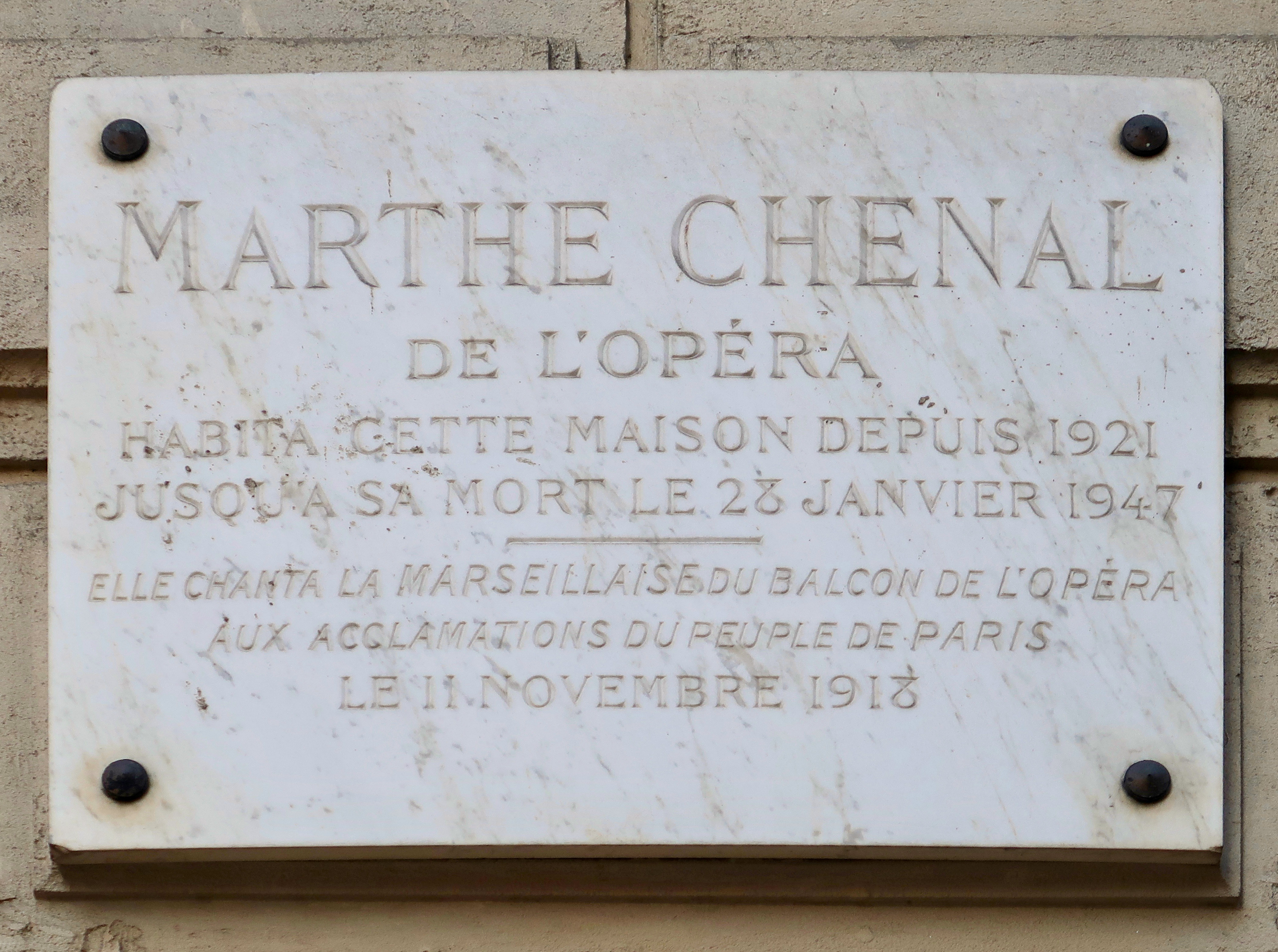
Plaque au no 94.
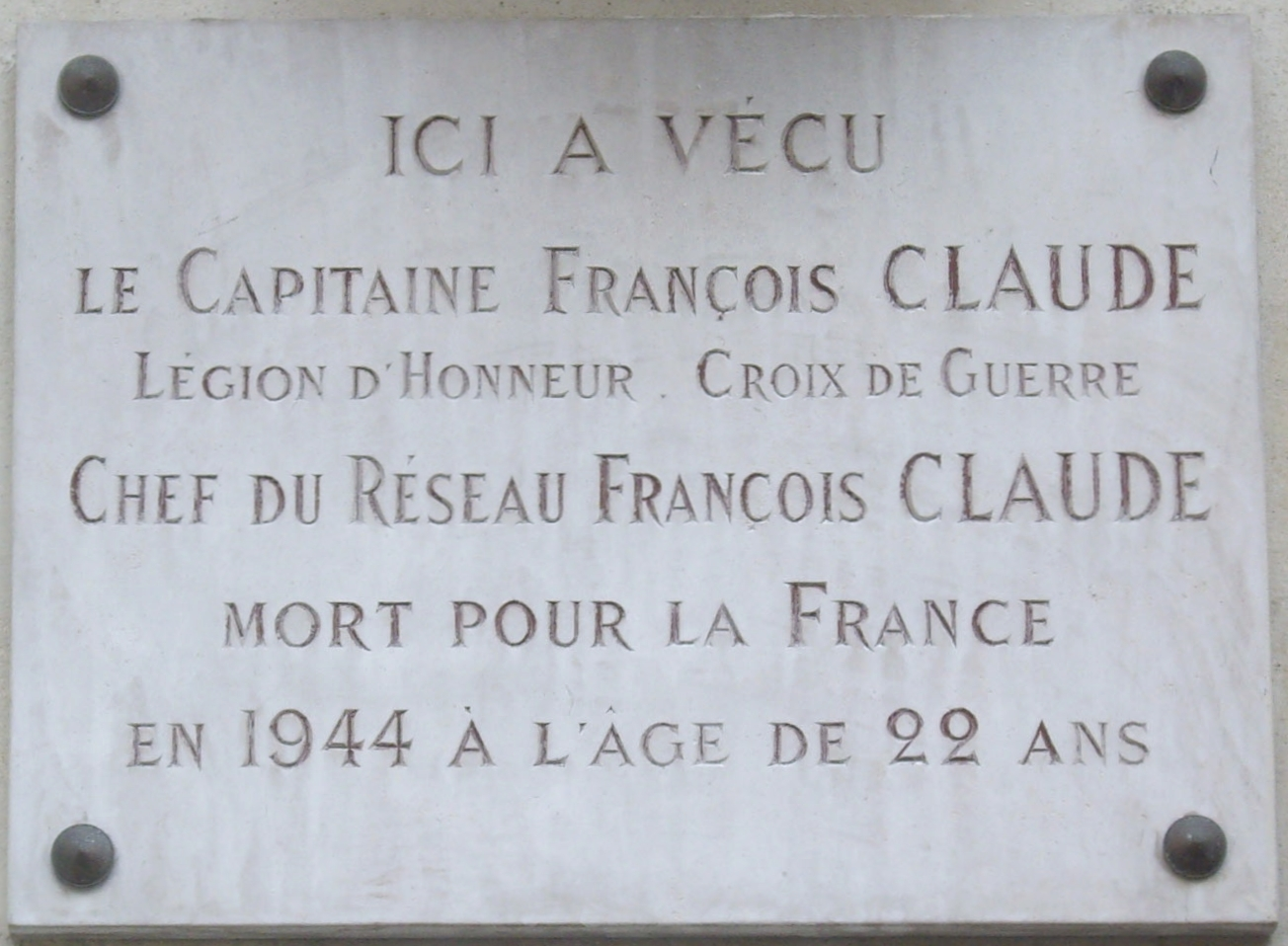
Plaque au no 178.

## Sources
- « Rue de Courcelles » sur le site « Mon village : le faubourg du Roule et ses environs », www.apophtegme.com (consulté le 14 mars 2009).
- André Becq de Fouquières, Mon Paris et ses Parisiens. Le quartier Monceau, vol. II, Paris, Pierre Horay, 1954.
- Félix et Louis Lazare, Dictionnaire administratif et historique des rues de Paris et de ses monuments, Paris, Imprimerie de Vinchon, 1844 (lire en ligne).
- Jean-Marie Pérouse de Montclos (dir.), Le Guide du patrimoine. Paris, Paris, Hachette, 1994 (ISBN 978-2010168123).
- Félix de Rochegude, Promenades dans toutes les rues de Paris. VIIIe arrondissement, Paris, Hachette, 1910.